# 龐特斯嶺
80°8′S 156°24′E / 80.133°S 156.400°E
龐特斯嶺（英語：Pontes Ridge）是南極洲的山嶺，位於奧次地，處於德里克峰以南7公里，屬於不列顛嶺的一部分，由新西蘭地質學家命名，現時由南極條約體系管理。